# Єрошин Олександр Миколайович
Олександр Миколайович Єрошин (нар. серпень 1922, Ніжин, Чернігівська губернія, Українська РСР — пом. невідома) — радянський український футболіст, центральний захисник. Відомий своїми виступами за ЦБЧА у 1940-1950-х роках. Чемпіон країни у складі ЦБЧА. Учасник Німецько-радянської війни, лейтенант.

## Життєпис
Народився у серпні 1922 року у місті Ніжин Чернігівської губернії, розпочав грати у футбол 1938 року в Києві у шкільній команді. У 1940 році грав за «Спартак» (Ніжин). Призваний до РСЧА ніжинським військкоматом. Учасник Німецько-радянської війни, лейтенант. Воював у складі 177 запасного полку 26-ї гвардійської механізованої бригади 121-ї «Гомельської» гвардійської стрілецької дивізії. У 1945 році — у футбольній команді танкового училища. У 1946-1949 роках — у команді ОБО (Свердловськ). У середині сезону 1949 року перейшов до ЦБЧА, у знамениту «команду лейтенантів», яка на той момент втратила декілька ключових гравців.
|  | З самої весни в команді мала місце велика кількість захворювань і травм <…> основні гравці пропустили внаслідок хвороб та травм 149 «чоловіко-матчів» <…> З молодих гравців, які вперше включені до складу команди і з найменшою втратою замінили основних слід відзначити: 1. Родіна, 2. Чайчука, 3. Чанова, 4. Єрошина, 5. Коверзнєва. (Борис Аркадьєв) |

У складі ЦБЧА став срібним призером чемпіонату 1949 та переможцем чемпіонату 1950 року. Після тимчасового розформування армійської команди грав за харківський «Локомотив».

## Статистика виступів
| Клуб                 | Див               | Сезон             | Чемпіонат | Чемпіонат | Кубки | Кубки | Єврокубки | Єврокубки | Загалом | Загалом |
| Клуб                 | Див               | Сезон             | Матчі     | Голи      | Матчі | Голи  | Матчі     | Голи      | Матчі   | Голи    |
| -------------------- | ----------------- | ----------------- | --------- | --------- | ----- | ----- | --------- | --------- | ------- | ------- |
| ОБО (Свердловськ)    | Б                 | 1946              | 22        | 5         | 0     | 0     | 0         | 0         | 22      | 5       |
| ОБО (Свердловськ)    | Б                 | 1948              | ?         | 5         | 0     | 0     | 0         | 0         | ?       | 5       |
| ОБО (Свердловськ)    | Загалом           | Загалом           | 22+       | 10        | 0     | 0     | 0         | 0         | 22+     | 10      |
| ЦБЧА                 | A                 | 1949              | 14        | 0         | 3     | 0     | 0         | 0         | 17      | 0       |
| ЦБЧА                 | А                 | 1950              | 19        | 0         | 0     | 0     | 0         | 0         | 19      | 0       |
| ЦБЧА                 | Загалом           | Загалом           | 33        | 0         | 3     | 0     | 0         | 0         | 36      | 0       |
| «Локомотив» (Харків) | А                 | 1953              | 19        | 0         | 1     | 0     | 0         | 0         | 20      | 0       |
| «Локомотив» (Харків) | A                 | 1954              | 5         | 0         | 0     | 0     | 0         | 0         | 5       | 0       |
| «Локомотив» (Харків) | Загалом           | Загалом           | 24        | 0         | 1     | 0     | 0         | 0         | 25      | 0       |
| Усього за кар'єру    | Усього за кар'єру | Усього за кар'єру | 79+       | 10        | 4     | 0     | 0         | 0         | 83+     | 10      |

## Досягнення

### Командні
ЦБЧА
- Чемпіонат СРСР
  -  Чемпіон (1): 1950[1]
  -  Срібний призер (1): 1949